# Захарченко, Любовь Ивановна
Заха́рченко Любо́вь Ива́новна (4 апреля 1961, Ростов-на-Дону — 21 января 2008, Москва) — советская и российская автор-исполнитель. Жила в Москве.

## Биография
Любовь Захарченко окончила юридический факультет Ростовского государственного университета (1984). Юрист, криминалист.
После окончания Университета работала следователем и помощником прокурора в прокуратуре, 3 года преподавала в университете государственное право.
Песни писала с 1975 года на свои стихи.
В 1986 году получила Гран-при 1-го Всесоюзного фестиваля авторской песни. Булат Окуджава назвал её открытием этого фестиваля (журнал «Молодёжная эстрада»). После этого Захарченко начала активную гастрольную деятельность.
Победитель многочисленных конкурсов и фестивалей: в Харькове, Запорожье, Новокуйбышевске, Славяногорске и др.
На протяжении нескольких лет — организатор фестиваля «Ростовское метро», гостями которого были Е. Камбурова, З. Гердт, Е. Рейн, В. Шендерович, И. Иртеньев.
В 90-е годы она вела детские творческие мастерские в Сергиевом Посаде и Обнинске, участвовала в работе жюри на фестивалях авторской песни в Киеве и Санкт-Петербурге, выступала в теле— и радиопередачах.
Играла на 7-струнной гитаре без 7-й струны.
Любимый автор: Булат Окуджава. Любимый исполнитель — Эдит Пиаф.
Самые известные песни: «Чёрная смородина», «Мешали нам», «Лампочка», «Идет война, но это не событие…».
21 января 2008 года в 15.00 на 47-м году жизни скоропостижно скончалась. Не выдержало сердце.

## Дискография
Авторские диски:
- «Мы так похожи на людей» (2001).
- Информационный альбом № 1 или «Ой, мамочка!»
- Информационный альбом № 2 или «Как мы пели хором!»
- Информационный альбом № 3 или «Неправильная женщина»
- Информационный альбом № 4 или «До чего ж мы все хорошие!»
- Театр песни Любови Захарченко № 1 «Он, она, молодость и война»

Сборники:
- Звездная карусель — Артель «Восточный ветер», 2001
- Такая разная любовь — Артель «Восточный ветер», 2003
- Женским почерком — Пролог-Мьюзик, МУЗПРОМ, 2003